# Ministère de la Justice (Bénin)
Pour les autres articles nationaux ou selon les autres juridictions, voir Ministère de la Justice.
Le Ministère de la Justice est le département ministériel du gouvernement béninois chargé d'assurer le bon fonctionnement du service public de la justice dans le respect du principe de la séparation des pouvoirs, de promouvoir les droits de l'Homme et ceux de l'enfant, de promouvoir la bonne gouvernance et d'assurer une dynamique de renforcement des conformément aux lois et règlements en vigueur en République du Bénin.

## Organisation

### Liste historique des ministres successifs
- Sévérin Quenum: juin 2018 - avril 2023[2];
- Joseph Djogbenou: 7 avril 2016 – 5 mai 2018[3];

### Galerie de photos

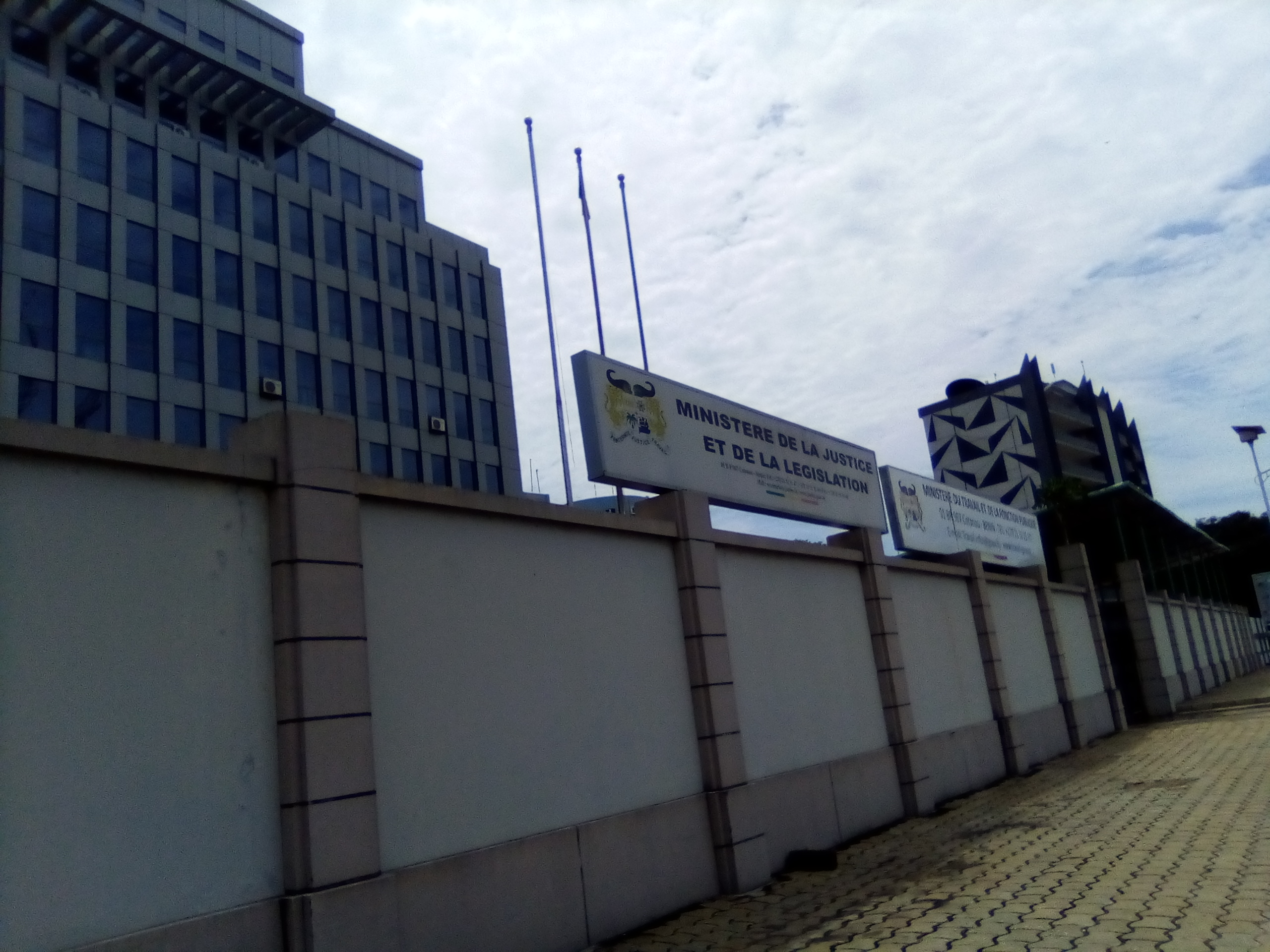
Ministère de la justice du Bénin vu de profil

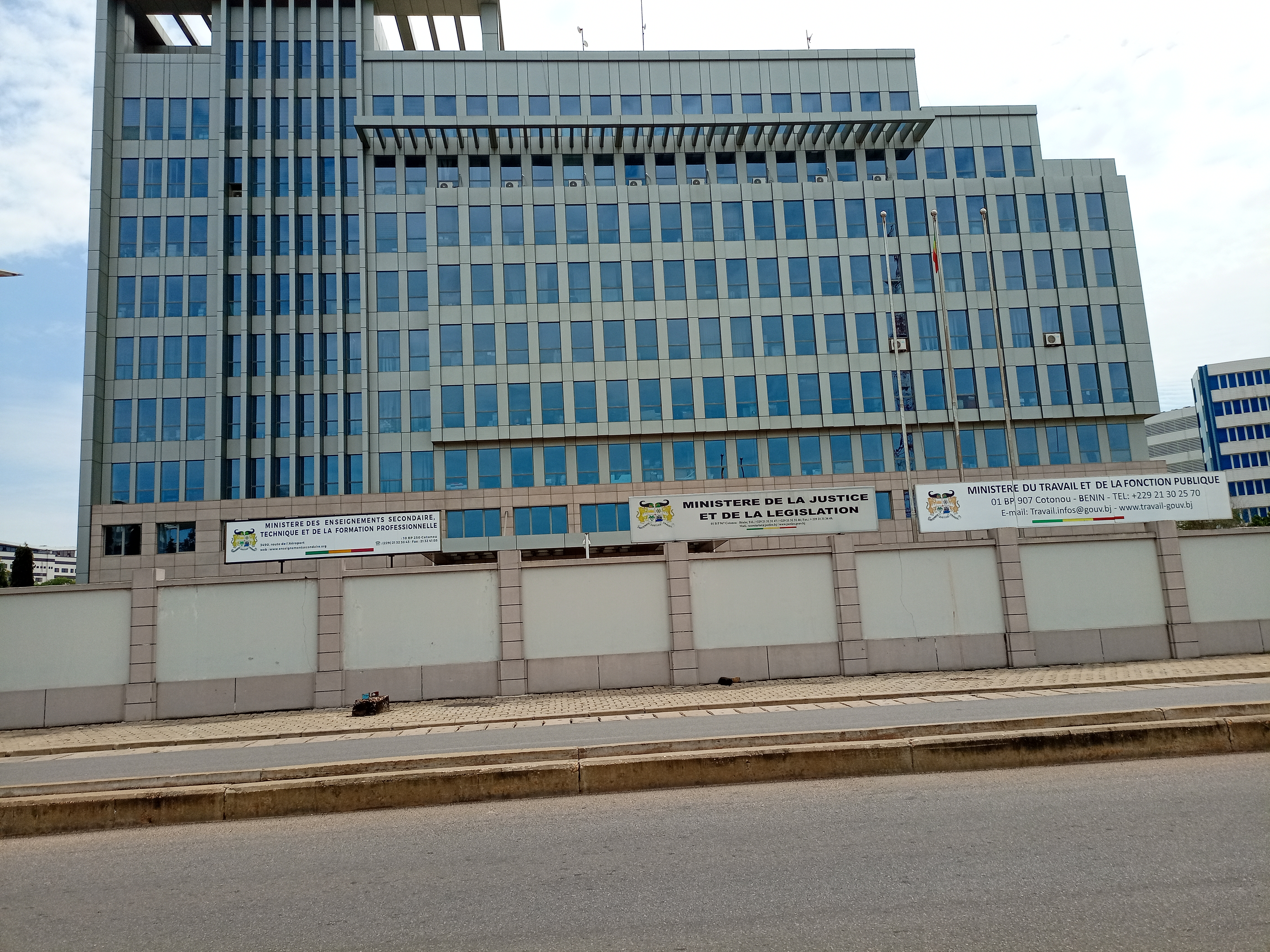
Bâtiment du Ministère de la justice

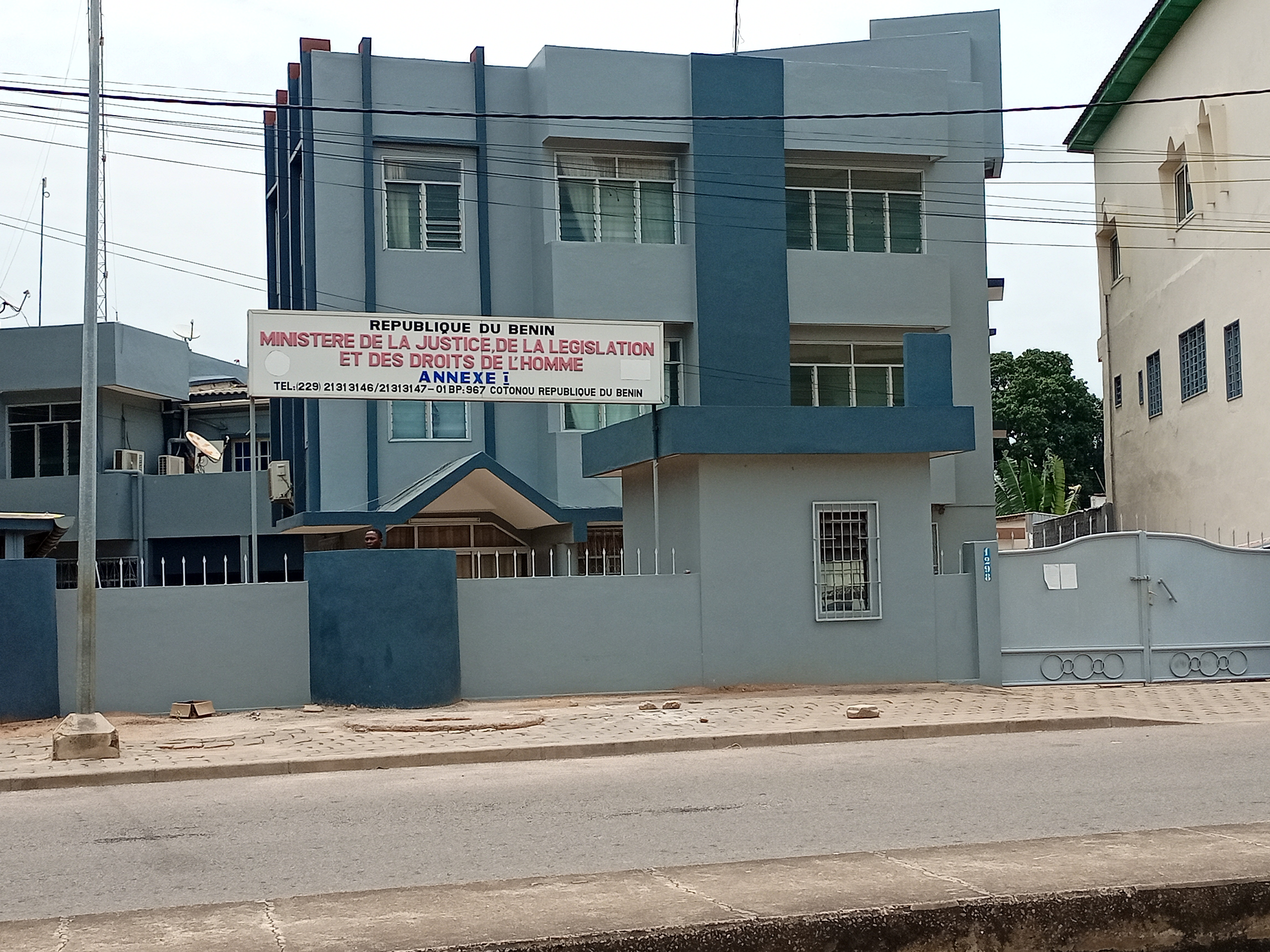
Ministère de la Justice (Bénin) Annexe